# 엣지 (프로게이머)
엣지(본명: 이호성, 1997년 12월 3일 ~ )는 대한민국의 전직 리그 오브 레전드 프로게이머이다. 현재 프로게임단 지도자로 활동하고 있다. 선수 시절 아이디는 Edge이고 포지션은 미드라이너였다. 현재 DWG KIA 아카데미팀의 코치를 맡고 있다.

## 선수 시절
2014년 12월 4일 KT 롤스터에 입단하면서 프로 커리어를 시작했다. 2015 서머 시즌부터 조금씩 출전기회를 얻었다.
2016시즌을 앞두고 나진 e-mFire에 입단했다. 엣지는 팀의 2016 서머 시즌 챌린저스 우승에 공헌하며 팀의 챔피언스 승격을 이끌었다.
2017시즌 스프링 시즌에는 무너진 모습을 보여주었다. 결국 팀은 챌린저스로 강등되었다. 서머 시즌에서는 팀의 챌린저스 준우승과 챔피언스 승격에 공헌했다.
2018 스프링 시즌에서는 좋은 모습을 보여주었다. 하지만 서머 시즌에서는 좋지 못한 팀의 상황과 함께 부진에 빠졌다. 팀은 시즌 후 챌린저스로 강등되었다.
2019시즌을 앞두고 MVP에 입단했다. 2019시즌 MVP에서 팀의 에이스로 활동했다.
2020시즌을 앞두고 러너웨이에 입단했다. 러너웨이는 챌코 승강전에서 패배 승격에 실패했지만 러너웨이가 아수라를 인수하여 챌린저스에 참가하자 다시 러너웨이에 합류했다. 러너웨이에서는 마스크와 번갈아가면서 출전했다.
2020시즌 종료 이후 현역에서 은퇴했다.

## 지도자 생활
2020년 12월 17일, DWG KIA의 아카데미팀 코치로 부임했다.

## 수상 내역

### 선수
- 리그 오브 레전드 챌린저스 코리아 서머 2016 우승
- 2016 LoL KeSPA컵 준우승
- IEM 시즌 11 경기 준우승
- 리그 오브 레전드 챌린저스 코리아 서머 2017 준우승